# Yoo Young-jae (Fußballspieler)
Yoo Young-jae (koreanisch 유영재; * 26. Januar 1998) ist ein südkoreanischer Fußballspieler.

## Karriere
Yoo Young-jae erlernte das Fußballspielen in den Schulmannschaften der Namdaemoon Middle School und der Soongsil High School sowie in den Universitätsmannschaften der University of Suwon und der Catholic Kwandong University. Seinen ersten Vertrag unterschrieb er am 1. Januar 2021 beim Drittligisten Chungbuk Cheongju FC in Cheongju. Hier stand er bis Mitte Juli 2021 unter Vertrag. Den Rest des Jahres spielte er in Paju beim Ligakonkurrenten Paju Citizen FC. Wo er 2022 unter Vertrag stand, ist unbekannt. Von Januar 2023 bis Mai 2024 spielte er in Südkorea bei den Viertligisten Goyang Happiness FC und Pyeongtaek Citizen FC. Im Juli 2024 zog es ihn nach Thailand. Hier unterschrieb er einen Vertrag beim Erstligisten Nongbua Pitchaya FC. Nach knapp einem Monat wurde der Vertrag wieder aufgelöst. Am 9. August 2024 verpflichtete ihn der thailändische Zweitligist Chainat Hornbill FC. Sein Zweitligadebüt in Chainat gab er am 11. August 2024 (1. Spieltag) im Heimspiel gegen den Erstligaabsteiger Police Tero FC. Hier stand er in der Startelf und spielte die kompletten 90 Minuten.